# アチーレ・エマナ
アチーレ・エマナ（Achille Emaná Edzimbi, 1982年6月5日 - ）は、カメルーン・ヤウンデ出身の元同国代表サッカー選手。ポジションはMF（攻撃的ミッドフィールダー）。カメルーン代表ではしばしばウイングとして起用される。

## 経歴

### クラブ

#### トゥールーズFC
1999-2000シーズンはバレンシアCFのカンテラに所属し、2000-01シーズンからトゥールーズFCのユースに在籍した。翌2001年の19歳の時に3部を戦うトゥールーズのトップチームに引き上げられプロデビューを果たすと、すぐに攻撃的ミッドフィールダーのポジションを獲得し、僅か2年でリーグ・アンへ昇格することに貢献した。リーグ・アンの舞台でも変わらず活躍していたことから、2005年にはマイケル・エッシェンの後釜を探していたオリンピック・リヨンやオリンピック・マルセイユなど同リーグの強豪が獲得に動いていると報じられた。そんな中でチームに留まるを決心したエマナは、2006-07シーズンに36試合8得点を記録し、クラブ史上初となるUEFAチャンピオンズリーグ 2007-08予選出場権獲得となる3位に押し上げる原動力として活躍した。
2007年にはイングランドのポーツマスFCへの移籍に傾いた が、労働許可証を取得できなかったため、トゥールーズと2010年までの契約延長を果たした。しかし、このシーズンのチームは、前シーズンと打って変わりリーグ・ドゥ降格まで僅か2ポイントの17位と非常に厳しいものだった。シーズン終了後の2008年春にはイングランドのウェストハム・ユナイテッドFC, ニューカッスル・ユナイテッドFC、スペインのセビージャFC から関心を示された。2001年から2008年までの7シーズンの在籍で226試合28得点を記録した。

#### レアル・ベティス
2008年6月11日にスペインのレアル・ベティスとトゥールーズがエマナの移籍に関し交渉していることが報じられた。トゥールーズ側はベティスからの入札を2度拒否したにもかかわらず、エマナ自身はキャリアアップのため移籍を熱望 し、7月22日に移籍金700万ユーロの5年契約でついに移籍を果たした。同年10月19日のRCDマジョルカ戦（ホーム3-0）で移籍後初得点と初アシストを決めると、2009年4月中旬にはラシン・サンタンデール戦（アウェー3-2）, スポルティング・ヒホン戦（ホーム2-0）でそれぞれ2得点を決め、最終的に移籍1年目にチーム最多の11得点7アシストを記録したが、最終節に降格圏の18位となりセグンダ・ディビシオン降格となった。
その活躍からブラックバーン・ローヴァーズFC、バーミンガム・シティFC、ボルトン・ワンダラーズFC、レンジャーズFCと様々なクラブが興味を示したが、ベティスに残留することを決意し、2009-10シーズンはチーム2位の10得点を挙げてチームを牽引した。チームは最終節まで昇格争いを続けており、エマナ自身もクラブのために代表合流を遅らせることを望んでいたが、結局2010 FIFAワールドカップに出場するためにシーズン終了を待たずにカメルーン代表に合流した。このシーズンは昇格を逃したものの、翌2010-11シーズンはルベン・カストロ、ホルヘ・モリーナと共に攻撃を司り、3人だけで総得点の半分以上の50得点以上を叩きだし首位でプリメーラ・ディビシオンの舞台に復帰した。

#### ベティス退団後
2011年8月7日にサウジアラビアのアル・ヒラルへ移籍した。
2015年8月2日、リーガMXのクルス・アスルからセグンダ・ディビシオンのジムナスティック・タラゴナに移籍した。

#### 徳島ヴォルティス
2016年7月20日、Jリーグ・徳島ヴォルティスへの加入が発表された。しかし、公式戦には一度も出場せず、その年いっぱいで退団した。

### 代表
カメルーン代表に2003年に初招集され、同年のFIFAコンフェデレーションズカップ2003で準優勝を経験するも、この大会ではチームメイトのマルク・ヴィヴィアン・フォエが試合中に倒れて亡くなるという悲劇を経験した。
アフリカネイションズカップ2006では準々決勝まで駒を進めたが、コートジボワール戦で11-12のPK戦末に敗退した。2007年下旬にチームからの扱いに不満を持ち代表引退を表明した が、すぐさま撤回 し、アフリカネイションズカップ2008に出場。グループリーグのザンビア戦（5-1）で得点を挙げた。
2010年5月30日に2010 FIFAワールドカップのメンバー23人に選出され、背番号10を背負うこととなったが、グループリーグで全敗し敗退した。

## 私生活
父のリュネ・エマナもカメルーン代表経験のあるサッカー選手だった。弟のステファン・エマナ、いとこのナタン・ングムもサッカー選手。

## 個人成績
| 国内大会個人成績 | 国内大会個人成績     | 国内大会個人成績 | 国内大会個人成績 | 国内大会個人成績 | 国内大会個人成績 | 国内大会個人成績 | 国内大会個人成績 | 国内大会個人成績 | 国内大会個人成績 | 国内大会個人成績 | 国内大会個人成績 |
| 年度             | クラブ               | 背番号           | リーグ           | リーグ戦         | リーグ戦         | リーグ杯         | リーグ杯         | オープン杯       | オープン杯       | 期間通算         | 期間通算         |
| 年度             | クラブ               | 背番号           | リーグ           | 出場             | 得点             | 出場             | 得点             | 出場             | 得点             | 出場             | 得点             |
| フランス         | フランス             | フランス         | フランス         | リーグ戦         | リーグ戦         | F・リーグ杯      | F・リーグ杯      | フランス杯       | フランス杯       | 期間通算         | 期間通算         |
| ---------------- | -------------------- | ---------------- | ---------------- | ---------------- | ---------------- | ---------------- | ---------------- | ---------------- | ---------------- | ---------------- | ---------------- |
| 2001-02          | トゥールーズ         |                  | Div.3            |                  |                  |                  |                  |                  |                  |                  |                  |
| 2002-03          | トゥールーズ         |                  | ドゥ             |                  |                  |                  |                  |                  |                  |                  |                  |
| 2003-04          | トゥールーズ         |                  | アン             |                  |                  |                  |                  |                  |                  |                  |                  |
| 2004-05          | トゥールーズ         |                  | アン             |                  |                  |                  |                  |                  |                  |                  |                  |
| 2005-06          | トゥールーズ         |                  | アン             | 26               | 2                |                  |                  |                  |                  | 26               | 2                |
| 2006-07          | トゥールーズ         |                  | アン             | 26               | 8                | 2                | 0                | 2                | 0                | 30               | 8                |
| 2007-08          | トゥールーズ         |                  | アン             | 31               | 7                |                  |                  |                  |                  | 31               | 7                |
| スペイン         | スペイン             | スペイン         | スペイン         | リーグ戦         | リーグ戦         | 国王杯           | 国王杯           | オープン杯       | オープン杯       | 期間通算         | 期間通算         |
| 2008-09          | ベティス             |                  | プリメーラ       | 35               | 11               | 5                | 1                |                  |                  | 40               | 12               |
| 2009-10          | ベティス             |                  | セグンダ         | 28               | 10               | -                | -                |                  |                  | 28               | 10               |
| 2010-11          | ベティス             |                  | セグンダ         | 28               | 13               | 4                | 1                |                  |                  | 32               | 14               |
| サウジアラビア   | サウジアラビア       | サウジアラビア   | サウジアラビア   | リーグ戦         | リーグ戦         | リーグ杯         | リーグ杯         | オープン杯       | オープン杯       | 期間通算         | 期間通算         |
| 2011-12          | アル・ヒラル         |                  | プロ             | 11               | 4                |                  |                  |                  |                  | 11               | 4                |
| アラブ首長国連邦 | アラブ首長国連邦     | アラブ首長国連邦 | アラブ首長国連邦 | リーグ戦         | リーグ戦         | リーグ杯         | リーグ杯         | オープン杯       | オープン杯       | 期間通算         | 期間通算         |
| 2011-12          | アル・アハリ・ドバイ |                  | UFL              | 11               | 2                |                  |                  |                  |                  | 11               | 2                |
| 2012-13          | アル・アハリ・ドバイ |                  | UFL              | 12               | 4                |                  |                  |                  |                  | 12               | 4                |
| 2012-13          | アル・ワスル         |                  | UFL              | 11               | 3                |                  |                  |                  |                  | 11               | 3                |
| メキシコ         | メキシコ             | メキシコ         | メキシコ         | リーグ戦         | リーグ戦         | コパMX           | コパMX           | オープン杯       | オープン杯       | 期間通算         | 期間通算         |
| 2013-14          | クルス・アスル       |                  | リーガMX         | 14               | 1                |                  |                  |                  |                  | 14               | 1                |
| 2014-15          | クルス・アスル       |                  | リーガMX         | 1                | 0                |                  |                  |                  |                  | 1                | 0                |
| 2014-15          | アトランテ           |                  | リーガMX         | 9                | 0                |                  |                  |                  |                  | 9                | 0                |
| スペイン         | スペイン             | スペイン         | スペイン         | リーグ戦         | リーグ戦         | 国王杯           | 国王杯           | オープン杯       | オープン杯       | 期間通算         | 期間通算         |
| 2015-16          | ジムナスティック     |                  | セグンダ         | 39               | 9                | 2                | 0                |                  |                  | 41               | 9                |
| 日本             | 日本                 | 日本             | 日本             | リーグ戦         | リーグ戦         | リーグ杯         | リーグ杯         | 天皇杯           | 天皇杯           | 期間通算         | 期間通算         |
| 2016             | 徳島                 | 20               | J2               | 0                | 0                | -                | -                |                  |                  |                  |                  |
| スペイン         | スペイン             | スペイン         | スペイン         | リーグ戦         | リーグ戦         | 国王杯           | 国王杯           | オープン杯       | オープン杯       | 期間通算         | 期間通算         |
| 2016-17          | ジムナスティック     |                  | セグンダ         | 16               | 4                |                  |                  |                  |                  |                  |                  |
| インド           | インド               | インド           | インド           | リーグ戦         | リーグ戦         | リーグ杯         | リーグ杯         | オープン杯       | オープン杯       | 期間通算         | 期間通算         |
| 2017             | ムンバイ・シティ     |                  | スーパー         | 11               | 2                |                  |                  |                  |                  |                  |                  |
| 通算             | フランス             | フランス         | アン             |                  |                  |                  |                  |                  |                  |                  |                  |
| 通算             | フランス             | フランス         | ドゥ             |                  |                  |                  |                  |                  |                  |                  |                  |
| 通算             | フランス             | フランス         | Div.3            |                  |                  |                  |                  |                  |                  |                  |                  |
| 通算             | スペイン             | スペイン         | プリメーラ       | 35               | 11               | 5                | 1                |                  |                  | 40               | 12               |
| 通算             | スペイン             | スペイン         | セグンダ         | 111              | 36               |                  |                  |                  |                  |                  |                  |
| 通算             | サウジアラビア       | サウジアラビア   | プロ             | 11               | 4                |                  |                  |                  |                  | 11               | 4                |
| 通算             | アラブ首長国連邦     | アラブ首長国連邦 | UFL              | 34               | 9                |                  |                  |                  |                  | 34               | 9                |
| 通算             | メキシコ             | メキシコ         | リーガMX         | 24               | 1                |                  |                  |                  |                  | 24               | 1                |
| 通算             | 日本                 | 日本             | J2               |                  |                  | -                | -                |                  |                  |                  |                  |
| 通算             | インド               | インド           | スーパーリーグ   | 11               | 2                |                  |                  |                  |                  |                  |                  |
| 総通算           |                      |                  |                  |                  |                  |                  |                  |                  |                  |                  |                  |

## 代表歴

### 出場大会
- カメルーン代表
  - 2010 FIFAワールドカップ

### 試合数
- 国際Aマッチ 43試合 6得点（2003年-2013年）[18]

| カメルーン代表 | 国際Aマッチ | 国際Aマッチ |
| 年             | 出場        | 得点        |
| -------------- | ----------- | ----------- |
| 2003           | 3           | 0           |
| 2004           | 2           | 0           |
| 2005           | 2           | 0           |
| 2006           | 2           | 0           |
| 2007           | 1           | 0           |
| 2008           | 11          | 2           |
| 2009           | 7           | 2           |
| 2010           | 10          | 1           |
| 2011           | 1           | 0           |
| 2012           | 3           | 1           |
| 2013           | 1           | 0           |
| 通算           | 43          | 6           |

## タイトル

### クラブ
トゥールーズFC
- リーグ・ドゥ : 2002-03

レアル・ベティス
- セグンダ・ディビシオン : 2010-11

アル・アハリ・ドバイ
- UAEリーグカップ（英語版） : 2011-12

クルス・アスル
- CONCACAFチャンピオンズリーグ : 2013-14